# 게리맨더링

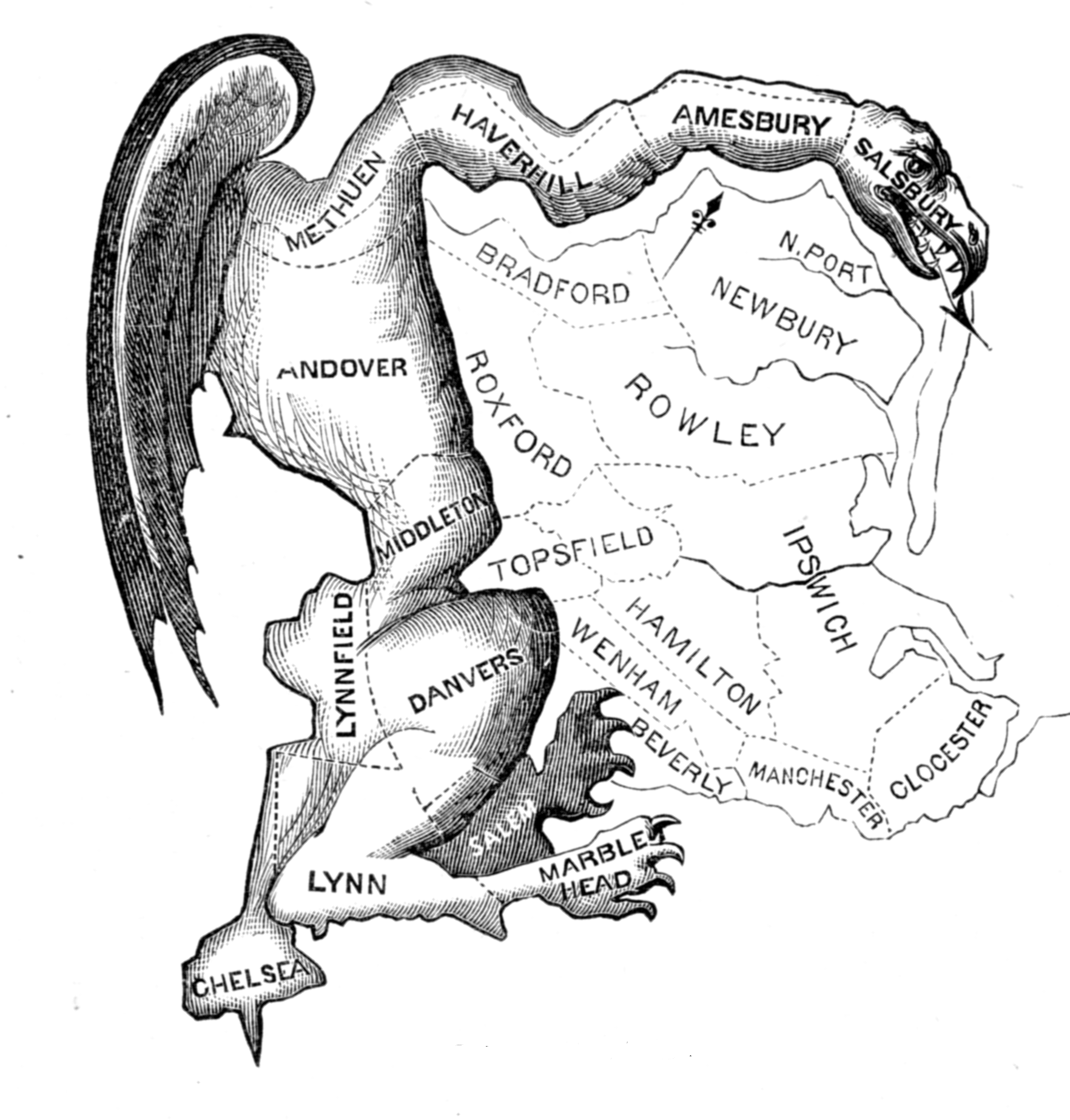
도롱뇽을 닮은 선거구

게리맨더링(영어: gerrymandering)은 특정 후보자나 특정 정당에 유리하도록 선거구를 획정하는 것을 말한다.

## 어원과 발음
1812년 미국 매사추세츠주 주지사였던 엘브리지 게리는 자기 정당에 유리하도록 선거구를 분할하였는데, 그 모양이 마치 전설상의 괴물 샐러맨더(Salamander)와 비슷하여 이를 게리(Gerry)의 이름과 합하여 게리맨더(Gerry-mander)라고 불렀고, 이후 이와 같이 선거구를 획정하는 것을 게리맨더링이라고 부르게 되었다.
이후 미국에서는 발음이 변하여 ‘제리맨더’(/ˈdʒɛriˌmændər/) 또는 ‘제리맨더링’이라고도 부르게 되었다.

## 개요
게리맨더링은 특정 후보자의 당선을 유리하게 하거나 특정 정당이 더 많은 의석을 확보하도록 선거구를 지리적인 구역과 다르게 기형적인 모양으로 분할하는 것을 말한다. 이를 막기 위해서 대한민국에서는 선거구를 법률로 정하게 하고 있으며, 기본적으로 행정구역의 경계에 따르도록 하고 있다.
즉, 선거구의 인구 기준보다 인구가 조금 미달하는 기초자치단체(시·군·자치구)의 선거구를 유지시키기 위해 다른 선거구의 일부를 떼어 선거구의 인구 기준을 약간 상회하게 인위적으로 구획하거나, 행정구역의 경계가 접하지 않은 시·군·자치구를 하나의 선거구로 묶는 것은 금지된다. 그러나, 선거구 사이의 인구 균형을 맞추기 위해 선거구 수가 늘지 않도록 선거구를 조정하는 것은 이에 해당하지 않는다.

## 대한민국의 사례
1996년 제15대 국회 선거구 획정 당시, 국회는 옥천군·보은군·영동군 선거구를 옥천군 선거구와 옥천군을 사이에 두고 서로 떨어져 있는 보은군·영동군 선거구로 분리하였는데, 이에 대해 위헌 결정이 내려져 다시 합쳐진 사례가 있다.
2020년 대한민국 제21대 국회의원 선거 선거구 획정에서는 봉담읍을 분할하여 화성시는 3석, 안산시는 4석으로 한 것, 춘천시와 순천시를 일부 떼어 다른 지자체와 묶되 인구가 적은 부산 남구는 단독으로 분구한 것, 순천시에서 해룡면을 분할하여 인구 26만 2천명을 가진 선거구에 집어넣은 것이 게리맨더링 사례로 지적되고 있다.

## 판례
- 평등선거의 원칙은 일정한 집단의 의사가 정치과정에서 반영될 수 없도록 차별적으로 선거구를 획정하는 이른바 게리맨더링에 대한 부정을 포함한다[4]
- 선거권 평등선거의 원칙은 헌법 제11조 제1항 평등의 원칙이 선거제도에 적용된 것으로서 투표의 수적 평등 즉 1인 1표 원칙과 투표의 성과가치의 평등, 즉 1표의 투표가치가 대표자선정이라는 선거의 결과에 대하여 거여한 정도에 있어서도 평등하여야 한다는 원칙을 그 내용으로 할 뿐만 아니라, 일정한 집단의 의사가 정치과정에서 반영될 수 없도록 차별적으로 선거구를 획정하는 이른바 '게리맨더링'에 대한 부정을 의미한다.[5]

## 같이 보기
- 선거구 법정주의
- 네스팅